# Sensorwake
Sensorwake est une marque commerciale, propriété de Bescent, entreprise fondée en 2015 par Guillaume Rolland,. 
Le réveil olfactif Sensorwake a été le premier produit français sélectionné par Google pour son concours international d'innovation,,.

## Histoire

### Développement
En 2014, Guillaume Rolland met au point le premier prototype du réveil olfactif Sensorwake. Il fait breveter son produit en décembre 2014. 
La même année, il est l'un des 15 projets innovants sélectionnés par Google au Google Science Fair et devient le premier projet Français dans cette sélection. Le projet Sensorwake sera ensuite accompagné en 2015 par Google via son programme Moteur de Réussites.

### Fondation de l'entreprise
La start-up Sensorwake, homonyme au produit dans un premier temps, est fondée en mai 2015. Deux semaines après l'entreprise américaine Kickstarter sélectionne ce projet pour le lancement officiel de sa plateforme de financement participatif en France . 
Une campagne de pré-commande du Sensorwake est lancée le 27 mai 2015. En 4 semaines de campagne le Sensorwake récolte plus de 380 % de son objectif initial. Guillaume Rolland devient alors le plus jeune entrepreneur a atteindre un objectif Kickstarter en moins de 48h.
En 2016, le Sensorwake obtient un CES innovation Award au Consumer Electronique Show, plus grand salon d'électronique au monde.
La mise en vente du premier Sensorwake débute mi-2016 ; l'entreprise déploie la première génération du produit avec Darty, et Boulanger.

### Seconde génération du réveil
En Septembre 2017, moins d'un an après le lancement du premier Sensorwake, l'entreprise annonce le Sensorwake 2, une seconde génération de son réveil olfactif.
Le Sensorwake 2 prend en compte les retours des premiers clients du réveil première génération. 
La technologie de diffusion est améliorée est devient complètement silencieuse, une lumière et une mélodie accompagne le réveil sur un cycle de 3 minutes...pour disparaître en laissant leur client sans recharge quelques mois plus tard.

### Ouverture à l'international
L'entreprise a écoulé la première année plus de 25 000 réveils et 100 000 capsules en ligne et en magasins en France. Un partenariat avec le groupe AccorHotels est signé avec la start-up un an après pour la distribution du Sensorwake 2 dans les chambres d'hôtels.
En mai 2017, à la suite d'une levée de fonds de 1,6 million d'euros, l'entreprise renommé Bescent, lance sa gamme Sensorwake en Europe. Le Sensorwake 2 et ses capsules arrivent notamment dans les boutiques Harrods en Angleterre et des magasins au Japon.

### Sensorwake et Disney
En Novembre 2017, la société Bescent annonce une version enfant de son Sensorwake avec Disney et le groupe industriel Lexibook,. Ce partenariat avec Disney se concrétise en particulier avec la commercialisation du Sensorwake Kids sous licence La reine des Neiges.
La disponibilité de la gamme Sensorwake Kids avec Disney est annoncé à l'occasion du Consumer Electronics Show 2018.

### Nouvelle gamme
Le 28 juin 2018 la start-up lance une seconde campagne de pré-commande sur Kickstarter pour le Sensorwake Trio, nouvelle version du Sensorwake avec un design en bois et une gamme de capsule 100% naturelle.
L'objectif initial de la campagne a été atteint en 3h,.

### Rachat
En mars 2019, l'entreprise Bescent est rachetée par Maison Berger.